# Wesley Clark
Wesley Kanne Clark (Chicago, 23 dicembre 1944) è un generale statunitense, ritiratosi nel 2000.
Si è laureato a West Point, ed è stato premiato con una borsa di studio Rhodes presso l'Università di Oxford dove ha conseguito la laurea in Filosofia, Politica ed Economia, e successivamente si è diplomato al "Command and General Staff College" con una laurea in scienze militari. Ha trascorso 34 anni nell'esercito e nel Dipartimento della Difesa degli Stati Uniti, ricevendo molte decorazioni militari, tra cui una Medaglia presidenziale della libertà.
Clark ha comandato l'Operazione Allied Force nella guerra del Kosovo, durante il suo mandato come Supreme Allied Commander Europe della NATO dal 1997 al 2000.
Clark ha partecipato alle primarie per la nomination presidenziale del 2004 del Partito Democratico come candidato, dal 17 settembre 2003, ma si è ritirato dalle primarie l'11 febbraio 2004, dopo aver vinto le primarie nello Stato dell'Oklahoma, in seguito appoggiò il candidato democratico John Kerry. Clark attualmente è co-presidente di Growth Energy, una lobby sull'etanolo.
Dal 2012 conduce un reality show sull'addestramento militare per la NBC.
Ha suscitato scalpore la dichiarazione di Wesley Clark in un'intervista resa alla CNN nel 2015 nella quale il generale ha affermato, senza mezzi termini, che "il gruppo terrorista dell'ISIS (Stato Islamico) è stato creato dagli amici ed alleati degli Stati Uniti per combattere contro il Movimento di Resistenza Islamica del Libano (Hezbollah)”.

## Carriera militare
La carriera militare di Clark ebbe inizio il 2 luglio 1962, quando entrò nella United States Military Academy di West Point a New York. Clark disse più tardi che ebbe un notevole influsso sulla sua visione dell'esercito il discorso "Il dovere, l'onore, il paese" di Douglas MacArthur del 1962. Una registrazione del discorso fu fatta ascolatare alla classe di Clark il primo giorno di Accademia.
Clark sedette sempre ai primi posti in molte delle sue classi, una posizione ottenuta da chi ottiene i risultati migliori. Clark partecipò pesantemente nelle discussioni, è stato costantemente tra il primo 5% della sua classe nel suo insieme (guadagnandosi il distintivo di "cadetto illustre" sulla sua uniforme), e in ultimo, si è laureato come Valedictorian della West Point. Il Valedictorian ha la possibilità di scegliere quale tipo di carriera servire nell'esercito, Clark scelse le forze corazzate. Ha incontrato Gertrude Kingston, sua futura moglie, a un ballo dell'OSU (United Service Organizations) per aspiranti cadetti a West Point.

### Vietnam
Clark fu assegnato alla prima divisione di fanteria e partì per il Vietnam il 21 maggio 1969 a seguito del coinvolgimento americano nella guerra del Vietnam. Ha lavorato come ufficiale, raccogliendo dati e aiutando nelle operazioni di pianificazione, ha ricevuto la Stella di Bronzo per il suo lavoro. A Clark è stato poi assegnato il comando della Compagnia Alpha, 1º Battaglione del 16º Reggimento Fanteria della 1ª Divisione di Fanteria nel gennaio 1970. A febbraio, a solo un mese da quando assunse il comando, venne colpito quattro volte da un guerrigliero vietcong con un AK-47. Clark, ferito, gridò ordini ai suoi uomini, che contrattaccarono e sconfissero le forze Viet Cong. Clark fu ferito alla spalla destra, alla mano destra, al fianco destro e alla gamba destra, e fu inviato al Valley Forge Army Hospital di Phoenixville, in Pennsylvania per essere curato. Ricevette la Stella d'Argento per le sue azioni durante lo scontro.

### Balcani

#### La guerra del Kosovo
Clark diede l'ordine per l'inizio dei bombardamenti nell'Operazione Allied Force il 24 marzo 1999 per cercare di far rispettare la risoluzione ONU 1199 in seguito al rifiuto della Jugoslavia degli accordi di Rambouillet. Tuttavia, i critici fanno notare che la risoluzione 1199 fu un appello per la cessazione delle ostilità e non autorizzava nessuna delle parti ad intraprendere azioni militari. Il Segretario della Difesa, William Cohen, ritenne che Clark avesse potenti alleati alla Casa Bianca, come il Presidente Bill Clinton e il Segretario di Stato Madeleine Albright, che gli permisero di eludere il controllo del Pentagono e promuovere le sue idee strategiche, mentre Clark sentì di non essere abbastanza considerato nelle discussioni con il Comando dell'Autorità nazionale, portando Clark a descrivere se stesso come "un semplice ufficiale della NATO che riferiva agli Stati Uniti".
Questo conflitto con il comando giunse a seguito di una cerimonia al vertice per commemorare il 50º anniversario della NATO, a Washington, in cui Clark non era stato inizialmente invitato pur essendo il comandante militare supremo. Clark alla fine ottenne un invito alla cerimonia, ma gli fu detto da Cohen di non parlare alle truppe di terra, e Clark approvò la cosa.
La campagna di bombardamenti si concluse il 10 giugno 1999 su ordine del segretario generale della NATO Javier Solana, dopo che Slobodan Milošević decise di rispettare le condizioni che la comunità internazionale aveva stabilito e che le forze jugoslave iniziarono a ritirarsi dal Kosovo. Il Consiglio di sicurezza delle Nazioni Unite adottò la risoluzione 1244 quello stesso giorno, la quale autorizzava una forza di pace in Kosovo sotto amministrazione delle Nazioni Unite. La NATO ha affermato di non aver avuto alcun soldato morto in combattimento rendendo così Clark il primo generale degli Stati Uniti a vincere un conflitto senza perdere nessun soldato in guerra.

## Medaglie e riconoscimenti
Wesley Clark si è aggiudicato numerosi riconoscimenti, premi, e titoli di cavaliere nel corso della sua carriera militare e civile. I notevoli riconoscimenti militari comprendono la Defense Distinguished Service Medal con quattro fronde di quercia, la Legion of Merit con tre fronde di quercia, la Stella d'Argento, e la Stella di bronzo con una fronda di quercia. A livello internazionale Clark ha ricevuto numerosi riconoscimenti militari come la Gran Croce dell'Ordine al Merito della Repubblica Federale di Germania e la Gran Croce della Medaglia al Merito Militare del Portogallo e titoli di cavaliere. Clark ha ottenuto alcuni riconoscimenti civili, come la Medaglia Presidenziale della Libertà nel 2000. La gente di Đakovica, in Kosovo, ha dedicato a lui una strada per il suo ruolo nell'aiutare le loro città e le loro campagne. Egli è un membro di una coalizione per lo sviluppo di un progetto sulla riforma della sicurezza nazionale.